# Zespół Omenna
Zespół Omenna (synonimy chondrodysplazja z limfopenią, chondrodysplazja z eozynofilią) – choroba uwarunkowana genetycznie, zaliczana do wrodzonych, ciężkich, skojarzonych niedoborów odporności.
Choroba wywołana jest mutacjami w obrębie genów RAG1 lub RAG2, kodujących białka Rag-1 lub Rag-2, które są niezbędne do prawidłowego funkcjonowania limfocytów. Cechy fenotypowe zespołu to niski wzrost i krótkie, szerokie kości kończyn.
Objawy kliniczne to uogólniona erytrodermia z płatowym łuszczeniem się skóry, limfadenopatia i hepatosplenomegalia.
Choroba przebiega z przewlekłą biegunką, ciężkimi nawracającymi zakażeniami często doprowadzającymi do śmierci w pierwszych miesiącach życia.
W badaniach dodatkowych stwierdza się eozynofilię i podwyższony poziom IgE, przy obniżeniu pozostałych immunoglobulin.
Jedyną możliwością leczenia tego zespołu jest przeszczepienie komórek macierzystych szpiku kostnego.